# Gare de Sakudaira
La gare de Sakudaira (佐久平駅, Sakudaira-eki) est une gare ferroviaire de la ville de Saku, dans la préfecture de Nagano au Japon. Elle est exploitée par la compagnie JR East.

## Situation ferroviaire
Gare d'échange, la gare de Sakudaira est située au point kilométrique (PK) 59,4 de la ligne Shinkansen Hokuriku et au PK 71,4 de la ligne Koumi.

## Histoire
La gare de Sakudaira a été inaugurée le 1er octobre 1997.

## Service des voyageurs

### Accueil
La gare dispose d'un bâtiment voyageurs, avec guichets, ouvert tous les jours de 6h00 à 22h10.

### Desserte
- Ligne Shinkansen Hokuriku : 
  - voie 1 : direction Takasaki, Ōmiya et Tokyo
  - voie 2 : direction Nagano, Toyama, Kanazawa et Tsuruga
- Ligne Koumi :
  - direction Koumi, Kobuchizawa et Komoro